# Алшынбай Тиленшиулы
Алшынбай Тиленшиулы (1784 — 2-я половина XIX века) — казахский бий, волостной правитель.

## Биография
Происходит из рода каракесек племени аргынов, правнук Казыбек-бия. Многие годы управлял Айбике-Шаншарской волостью Каркаралинского округа, получил чин поручика. Имя Алшынбай бия осталось в истории как имя влиятельного правителя, умевшего держать народ в единстве. Внучка Алшынбая Дильда была женой Абая. Алшынбай бий справедливо разрешал судебные тяжбы из-за земли, калыма и др. Похоронен около села Тортколь Бухар-Жырауского района.